# 2006년 아시안 게임 수영
제15회 아시안 게임 수영 경기는 2006년 12월 2일부터 7일에 걸쳐 카타르 도하 하마드 수영장에서 열렸다. 세부 종목은 남여 각 19개 총 38종목이었으며, 모두 50m 코스 수영장에서 치러졌다.

## 참가국
수영 종목 참가국은 다음과 같다.
| - 바레인 - 방글라데시 - 캄보디아 - 중화인민공화국 - 중화 타이베이 - 홍콩 - 인도 - 이란 - 이라크 - 일본 - 카자흐스탄 - 쿠웨이트 - 키르기스스탄 - 라오스 - 레바논 - 마카오 - 말레이시아 | - 몰디브 - 몽골 - 오만 - 파키스탄 - 팔레스타인 - 필리핀 - 카타르 - 사우디아라비아 - 싱가포르 - 대한민국 - 스리랑카 - 시리아 - 태국 - 투르크메니스탄 - 아랍에미리트 - 우즈베키스탄 - 베트남 |

## 나라별 메달 집계
| 순위 | 국가       | 금메달 | 은메달 | 동메달 | 합계 |
| ---- | ---------- | ------ | ------ | ------ | ---- |
| 1    | 중국       | 16     | 22     | 6      | 44   |
| 2    | 일본       | 16     | 14     | 17     | 47   |
| 3    | 대한민국   | 3      | 2      | 11     | 16   |
| 4    | 카자흐스탄 | 1      | 0      | 2      | 3    |
| 5    | 싱가포르   | 1      | 0      | 1      | 2    |
| 6    | 시리아     | 1      | 0      | 0      | 1    |
| 7    | 홍콩       | 0      | 0      | 1      | 1    |